# Chrysomelidae
Famille
Les Chrysomelidae, en  français Chrysomèles, sont une famille de Coléoptères divisée en dix sous-familles et rassemble environ 37 000 espèces herbivores réparties dans le monde entier. Presque chaque espèce est phytophage oligophage et se nourrit donc exclusivement sur des plantes appartenant à la même famille, voire au même genre.

## Caractéristiques
Du fait de leur mode de vie sédentaire (elles passent l'essentiel de leur vie à la surface des feuilles d'arbres, arbustes ou plantes herbacées et agrégatives), les chrysomèles sont particulièrement exposées à la prédation. Elles ont développé, au cours de leur évolution, des mécanismes de protection variés contre leurs ennemis naturels. Elles sont souvent brillamment colorées (l'étymologie grecque du mot chrysomèle, de chrysos « doré », et melolanthion « hanneton », signifiant littéralement coléoptère doré) et ce caractère distinctif est un signal d'avertissement de leur toxicité. La défense chimique est en effet très répandue au sein de la famille. Les substances défensives utilisées peuvent être stockées dans le sang et les tissus de l’insecte. Lorsque l'insecte est inquiété, elles peuvent également être émises par saignée réflexe ou depuis des glandes spécialisées. Ces substances sont de véritables armes chimiques qui les protègent de la prédation. Elles doivent agir rapidement et être au moins dissuasives, irritantes voire toxiques. Les composés chimiques présents dans les sécrétions défensives de ces insectes présentent une très grande diversité. La plupart de ces substances sont d'origine autogène mais certaines espèces séquestrent des composés secondaires des plantes pour élaborer leur propre stratégie défensive.
Les chrysomèles sont au cœur d'une communication chimique intense : elles appréhendent leur environnement grâce aux odeurs émises par les plantes et se protègent de la prédation en libérant dans l'atmosphère un bouquet de composés volatils répulsifs ou toxiques. Elles constituent donc un modèle privilégié pour étudier le rôle et l'évolution des médiateurs chimiques dans les relations multi-tritrophiques. 
Deux modèles biologiques indépendants ont été exploités afin de comprendre l'évolution des caractères écologiques et chimiques associés aux interactions entre les plantes et les insectes. D'une part les larves de la sous-tribu des Chrysomelina sont un excellent modèle pour évaluer la faculté qu'ont les insectes phytophages spécialisés de migrer sur des plantes hôtes différentes et d'étudier les paramètres qui facilitent ou contraignent ces changements de spécificité alimentaire. D'autre part, les chrysomèles tropicales adultes du genre Platyphora (sous-tribu des Chrysolinina), permettent d'étudier les contraintes et le potentiel d'évolution des affiliations de plantes hôtes, associées à la possibilité de séquestrer des composés phytotoxiques.

## Liste des sous-familles

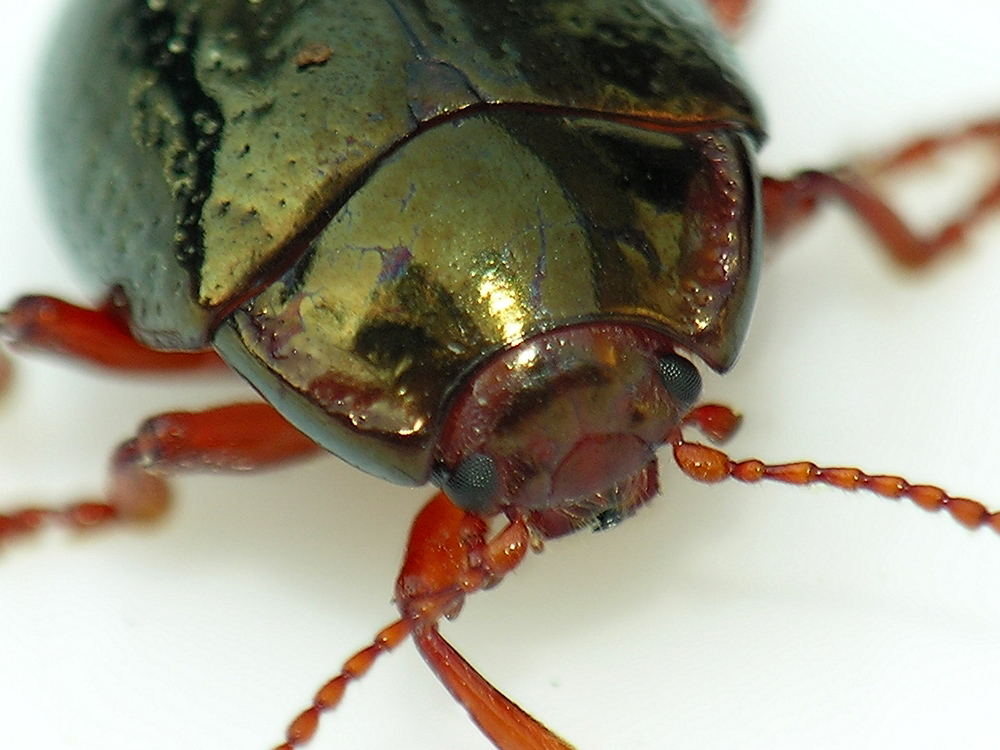
Chrysomelidae

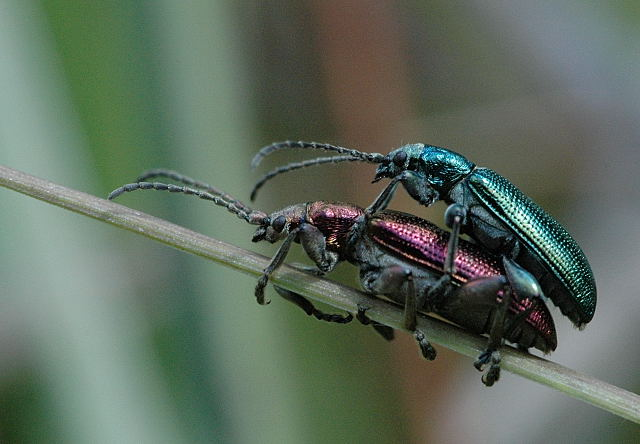
Plateumaris sericea, un Chrysomelidae.

Selon ITIS (5 mai 2024) :
- Bruchinae Latreille, 1802
- Cassidinae Gyllenhal, 1813
- Chrysomelinae Latreille, 1802
- Criocerinae Latreille, 1807
- Cryptocephalinae Gyllenhal, 1813
- Donaciinae Kirby, 1837
- Eumolpinae Hope, 1840
- Galerucinae Latreille, 1802
- Lamprosomatinae Lacordaire, 1848
- Sagrinae Leach, 1815

## Liste des sous-familles et tribus
Selon Catalogue of Life (18 juin 2021) :
- sous-famille des Bruchinae Latreille, 1802
- sous-famille des Cassidinae Gyllenhal, 1813
  - tribu des Alurnini Chapuis, 1875
  - tribu des Anisoderini Chapuis, 1875
  - tribu des Aproidini Weise, 1911
  - tribu des Arescini Chapuis, 1875
  - tribu des Aspidimorphini Chapuis, 1875
  - tribu des Basiprionotini Gressitt, 1952
  - tribu des Botryonopini Chapuis, 1875
  - tribu des Callispini Chapuis, 1875
  - tribu des Callohispini Uhmann, 1960
  - tribu des Cassidini Gyllenhal, 1813
  - tribu des Cephaloleiini Chapuis, 1875
  - tribu des Chalepini Weise, 1910
  - tribu des Coelaenomenoderini Weise, 1911
  - tribu des Cryptonychini Chapuis, 1875
  - tribu des Delocraniini Spaeth, 1929
  - tribu des Dorynotini Monrós & Viana, 1949
  - tribu des Eugenysini Hincks, 1952
  - tribu des Eurispini Chapuis, 1875
  - tribu des Exothispini Weise, 1911
  - tribu des Goniocheniini Spaeth, 1942
  - tribu des Gonophorini Chapuis, 1875
  - tribu des Hemisphaerotini Monrós & Viana, 1951
  - tribu des Hispini Gyllenhal, 1813
  - tribu des Hispoleptini Chapuis, 1875
  - tribu des Hybosispini Weise, 1910
  - tribu des Ischyrosonychini Chapuis, 1875
  - tribu des Leptispini Fairmaire, 1868
  - tribu des Mesomphaliini Hope, 1840
  - tribu des Notosacanthini Hincks, 1952
  - tribu des Omocerini Hincks, 1952
  - tribu des Oncocephalini Chapuis, 1875
  - tribu des Promecothecini Chapuis, 1875
  - tribu des Prosopodontini Weise, 1910
  - tribu des Sceloenoplini Uhmann, 1930
  - tribu des Spilophorini Chapuis, 1875
- sous-famille des Chrysomelinae Latreille, 1802
  - tribu des Chrysomelini Latreille, 1802
  - tribu des Timarchini Motschulsky, 1860
- sous-famille des Criocerinae Latreille, 1807
  - tribu des Criocerini Latreille, 1807
  - tribu des Lemini Heinze, 1962
- sous-famille des Cryptocephalinae Gyllenhal, 1813
  - tribu des Chlamisini Gressitt, 1946
  - tribu des Clytrini Lacordaire, 1848
  - tribu des Cryptocephalini Gyllenhal, 1813
- sous-famille des Donaciinae Kirby, 1837
  - tribu des Donaciini Kirby, 1837
  - tribu des Haemoniini Chen, 1941
  - tribu des Plateumarini Askevold, 1990
- sous-famille des Eumolpinae Hope, 1840
  - tribu des Adoxini Baly, 1863
  - tribu des Eumolpini Hope, 1840
  - tribu des Synetini Edwards, 1953
  - tribu des Typophorini Chapuis, 1874
- sous-famille des Galerucinae Latreille, 1802
  - tribu des Alticini Newman, 1835
  - tribu des Galerucini Latreille, 1802
  - tribu des Hylaspini Chapuis, 1875
  - tribu des Luperini Chapuis, 1875
- sous-famille des Lamprosomatinae Lacordaire, 1848
  - tribu des Lamprosomatini Lacordaire, 1848
- sous-famille des Sagrinae Leach, 1815

## Systématique
Le nom scientifique de ce taxon est Chrysomelidae, choisi par l'entomologiste français Latreille, en 1802.
Ce taxon porte en français le nom vernaculaire ou normalisé « Chrysomèles, ».
Chrysomelidae a pour synonymes :
- Clytridae
- Crioceridae
- Cryptocephalidae
- Eumolpidae
- Hispidae
- Lariidae
- Sagridae